# Boris Paichadze Dinamo Arena
Boris Paichadze Dinamo Arena, trước đây có tên là Sân vận động Quốc gia Boris Paichadze, là một sân vận động ở Tbilisi, Gruzia và là sân nhà của Dinamo Tbilisi, đội tuyển bóng bầu dục quốc gia Gruzia và đội tuyển bóng đá quốc gia Gruzia. Với sức chứa 54.549 chỗ ngồi, đây là sân vận động lớn nhất ở Gruzia. Được xây dựng vào năm 1976 bởi kiến trúc sư người Gruzia Gia Kurdiani, Dinamo Arena được đặt tên là Sân vận động Dinamo Vladimir Ilyich Lenin theo tên của nhà lãnh đạo Đảng Cộng sản Nga nhưng sau đó vào năm 1995, sân được đổi tên thành Sân vận động Quốc gia Boris Paichadze theo tên của cầu thủ bóng đá nổi tiếng người Gruzia Boris Paichadze. Trước khi xây dựng Boris Paichadze Dinamo Arena, sân nhà của Dinamo Tbilisi là Sân vận động Trung tâm với sức chứa khoảng 35.000 khán giả. Nhu cầu về một sân vận động lớn hơn nhiều đã tăng lên với màn trình diễn thành công của Dinamo Tbilisi vào giữa những năm 1970. Sau khi khánh thành sân vận động, nó trở thành sân vận động lớn thứ ba tại Liên Xô với sức chứa 74.354 khán giả.

## Lý lịch

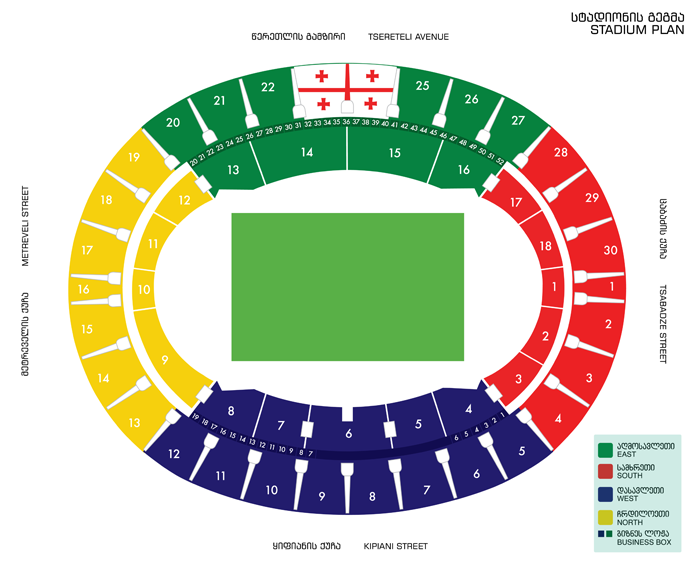
Bản thiết kế sân vận động

Vào ngày 29 tháng 9 năm 1976, trận đấu chính thức đầu tiên được tổ chức tại sân vận động mới được xây dựng là trận đấu giữa Dinamo Tbilisi và Cardiff City. Trận đấu kết thúc với chiến thắng 3–0 cho Dinamo.
Sân vận động đã tổ chức nhiều ngày vinh quang trong chiến thắng các năm 1978 và 1979 của Dinamo. Giữ những ngọn đuốc sáng, 80.000 người hâm mộ đã đến sân vào năm 1981 để ăn mừng chức vô địch Cúp C2 châu Âu 1980-81 của Dinamo Tbilisi.
Dinamo Arena hiện là một trong những sân vận động lớn nhất ở Đông Âu. Hầu hết các ghế ngồi trong tầng thứ hai được bao phủ bởi mái che. Đội tuyển bóng đá quốc gia Liên Xô đã chơi một số trận đấu quốc tế trên Dinamo Arena. Các câu lạc bộ bóng đá Spartak Moskva, Dynamo Kyiv và Dynamo Moskva thường chơi các trận đấu quốc tế mùa thu của họ tại sân vận động.
100.000 người hâm mộ đã tham dự trận khai mạc Giải bóng đá vô địch quốc gia Gruzia đầu tiên là trận đấu giữa FC Dinamo Tbilisi và FC Kolkheti-1913 Poti. Số lượng khán giả kỷ lục là vào năm 1979, khi 110.000 người lấp kín sân vận động để giúp Dinamo đánh bại Liverpool F.C. 3–0 để đi đến trận tứ kết Cúp C1 châu Âu cùng với vào năm 1995 là trận Gruzia-Đức tại vòng loại Euro 1996 và kết quả là Đức thắng 2–0. Tại Liên Xô, sân vận động có kỷ lục về số người tới sân cao nhất (khoảng 65.000 người mỗi trận).
Năm 1995, sân vận động được đổi tên thành "Sân vận động Quốc gia Boris Paichadze", theo tên của cựu cầu thủ bóng đá Gruzia. Sân vận động Quốc gia đã trở thành sân nhà của đội tuyển bóng đá quốc gia Gruzia trong nhiều năm. Gruzia đã giành được những chiến thắng đáng nhớ trước Wales (5-0) và Ba Lan (3-0).
Sân vận động được tân trang lại vào năm 2006 và trở thành sân vận động tất cả chỗ ngồi. Điều này khiến cho sân vận động giảm sức chứa xuống còn 54.549 chỗ ngồi.
Vào ngày 11 tháng 8 năm 2015, sân vận động đã tổ chức trận đấu Siêu cúp châu Âu giữa FC Barcelona và Sevilla FC.

## Lịch sử

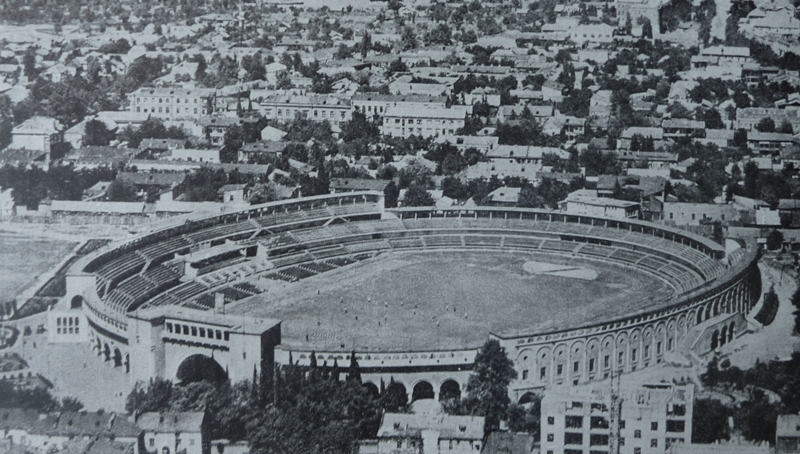
Sân vận động Dinamo năm 1935

Sân vận động "Dinamo" mới được xây dựng, có sức chứa 23.000 khán giả được khánh thành vào năm 1936. Tác giả của thiết kế dự án là kiến trúc sư Archil Kurdiani (người lớn tuổi).
Chính dưới sự lãnh đạo của ông mà vào năm 1956, sân vận động đã được xây dựng lại với phiên bản kết cấu thép, giúp tăng sức chứa lên tới 36.000 khán giả.
Sân vận động Dinamo Arena được xây dựng lại và được khánh thành vào ngày 26 tháng 9 năm 1976. Kiến trúc sư Archil Kurdiani (người lớn tuổi) và Gia Kurdiani, cùng với nhà thiết kế xây dựng Shalva Gazashvili đã mở rộng sức chứa của sân vận động lên 74.354 chỗ ngồi.
Các mảnh vỡ của sân vận động năm 1936 đã được giữ lại một phần, và các yếu tố xây dựng thiết kế kiến trúc khá phức tạp đã được hiện thực hóa. Cơ sở đại diện cho một hệ thống điều khiển được hỗ trợ bởi 58 giá treo. Mỗi trụ được hỗ trợ bởi 24 cột, trong đó độ sâu của mỗi cột dao động từ 8 đến 12 mét. Hệ thống giao diện điều khiển bao gồm một số yếu tố. Sân di tản đang sắp xếp khán giả tăng 23 sao giữa các tầng II và I. Tầng II, giống như sân thượng sơ tán, đại diện cho một yếu tố của hệ thống bàn điều khiển không thể chia cắt.
Giải pháp cho mái che tầng II cũng là thiết kế bàn điều khiển. Tấm mái che thiết kế giao diện điều khiển 30 mét bảo vệ khán giả khỏi cơn mưa.
Cách tiếp cận của tác giả để tính toán và thiết kế góc nhìn cho tầng II là nguyên bản, do đó đảm bảo tầm nhìn đầy đủ của sân vận động cho bất kỳ khán giả nào từ bất kỳ chỗ ngồi nào. Mái nhà cũng được sử dụng như là một trích dẫn cho vị trí của sét và sự không rõ ràng. Sân vận động được trang bị hai bảng điện tử. Ở cấp độ của sân thượng sơ tán đã được sắp xếp các hộp chính phủ và các phòng bình luận. Khu vực bên dưới sân thượng sơ tán và các tầng lớp được đặt các cơ sở thể thao sàn, bể bơi, đơn vị hành chính và các cơ sở hành chính khác được bố trí ở các tầng từ 1 đến 2. Sân vận động, dọc theo toàn bộ vành đai của nó được bao quanh bởi 2 đường hầm liên lạc. Một cái ở tầng trệt, cái kia nằm giữa mặt đất và sân thượng sơ tán. Sân vận động đã được rào lại.
Hồ bơi cũ của sân vận động hiện tại là hộp đêm Bassiani.